# Der Wassermann (Künstlervereinigung)
Die Künstlervereinigung Der Wassermann wurde am 8. Jänner 1919 in Salzburg im Hotel Bristol gegründet. Der Vereinsname geht vermutlich auf den astrologisch geprägten Schriftsteller Oskar A. H. Schmitz zurück; er nimmt Bezug auf den Gründungsmonat und die astronomische Position von Salzburg, die mit den Begriffen Toleranz, Transparenz, Aufbruch, Dynamik oder Revolte umschrieben wird. Im Wassermann trafen sich Maler und Schriftsteller; es war der Vereinigung junger Künstler, die – wie auch andere Künstlergruppen (Hagenbund, Secession, Neukunstgruppe, Nötscher Kreis) – gegen den etablierten Wiener Kunstbetrieb protestierten und einen Neuanfang in der Provinz suchten.
Gründer des Wassermanns waren Felix Albrecht Harta, Anton Faistauer, Heinrich Schröder und Oskar Rudolf Vonwiller, erster Präsident wurde Harta. Zu den weiteren Mitgliedern gehörten Oskar A. H. Schmitz, Alois Grasmayr (ein vermögender Hotelbesitzer in Salzburg, Lehrer, Schriftsteller und Faustforscher), Aloys Wach und Egon Wertheimer; auch Stefan Zweig, Friderike Zweig und Bernhard Paumgartner standen dem Wassermann nahe. Die Mitgliederliste umfasste 106 Personen, neben Malern waren Schriftsteller (z. B. Hans von Hammerstein-Equord) und Musikschaffende vertreten. Die sich als revolutionär verstehende Künstlervereinigung Wassermann plante, in Salzburg eine Akademie zu gründen, in der neben dem Studium der Natur das Studium alter Meister der wichtigste Unterrichtszweig sein sollte; dieses Projekt scheiterte aber an der fehlenden Zustimmung des Wiener Ministeriums.
Im August 1919 fand die erste Ausstellung unter dem Namen Wassermann im Salzburger Künstlerhaus statt. U. a. haben auch Frans Masereel, Robin Christian Andersen und Maria Caspar-Filser an der Ausstellung teilgenommen. Erwähnenswert ist die ablehnende Haltung der Stadt Salzburg gegen die Ausstellung, da aufgrund von Lebensmittelmangel für auswärtige Besucher nicht gesorgt werden könne. 1921 war die letzte Ausstellung des Wassermanns, die Internationale Schwarz-Weiß-Ausstellung. Mit dabei waren Künstler wie Karl Rössing, Ernst Barlach, George Grosz, Alfred Kubin und Käthe Kollwitz.
1924 verlegte Harta sein Betätigungsfeld wieder nach Wien, sein Nachfolger Faistauer agierte in der Funktion  des Präsidenten nicht sehr glücklich und mit der Entwicklung der Salzburger Festspiele konnte die malende Zunft nicht mithalten. Oder, wie Ludwig Praehauser dies am 2. Juli 1921 im Salzburger Volksblatt formulierte: „Die Flutwelle, von auswärts kommend, verebbte auf dem 'geistigen Boden' Salzburgs, der gegen Kunstprobleme unempfindlich ist.“
Eine erste Gedenkausstellung zum Wassermann veranstaltete der Salzburger Kunstverein 1969 zum 50. Jubiläum. Bei der Bilderauswahl ließ man sich allerdings nur von den Namen der Künstler leiten und nicht von deren Werken, die in der Zeit des Wassenmanns entstanden waren. Zudem wurde diese Ausstellung durch Werke von Künstlern „aufgehübscht“, die mit dem Wassermann nichts zu tun hatten (Lovis Corinth, Hans Thoma). Eine der Tradition des Wassermanns entsprechende Ausstellung wurde zum 75. Gedenkjahr vom Salzburger Museum Carolino Augusteum 1994 vorgenommen. Hier wurden die Werke von etwa 60 Künstlern und Künstlerinnen vereint, die mit dem Wassermann eng verbunden und die auch in der damaligen Zeit um 1919 entstanden waren.